# Billy Knight
William R. "Billy" Knight (Braddock, Pensilvania; 9 de junio de 1952) es un exbaloncestista estadounidense que disputó dos temporadas en la ABA y otras nueve en la NBA. Con 1,98 metros de altura, jugaba en la posición de escolta. Fue dos veces All-Star, una en la ABA en 1976 y otra en la NBA en 1977. Fue en una ocasión en cada una de las ligas segundo en la lista de máximos anotadores. Ha ejercido también cargos ejecutivos en varios equipos de la liga norteamericana. En Indiana Pacers realizó labores de ejecutivo, pasando posteriormente a ocupar el cargo de director general de Vancouver Grizzlies, siendo el responsable de la adquisición del español Pau Gasol. Posteriormente ocupó el mismo cargo y el de vicepresidente ejecutivo de Atlanta Hawks hasta 2008, cuando fue relegado de ambos.

## Trayectoria deportiva

### Universidad
Jugó durante tres temporadas con los Pittsburgh Panthers de la Universidad de Pittsburgh. En 1974 lideró a su equipo para acabar la temporada regular con un balance de veinticinco victorias y cuatro derrotas, con unos promedios de 21,8 puntos y 13,4 rebotes por partido, llegando hasta los cuartos de final del Torneo de la NCAA en 1974, la mejor actuación de los Panthers desde 1941, cayendo ante North Carolina State y siendo elegido en esa temporada en el segundo equipo All-American.
En sus tres años universitarios promedió 22,2 puntos y 12,0 rebotes por partido. Es el único jugador que ha pasado por esta universidad en promediar en todas sus temporadas más de veinte puntos y diez rebotes por partido, siendo además uno de los cuatro únicos Panthers en lograr más de mil puntos, seiscientos rebotes y doscientas asistencias en una carrera. Su camiseta con el número 3 fue retirada por la Universidad de Pittsburgh como homenaje en 1989.

### Profesional

#### Dos años en la ABA
Fue elegido en la vigésimo primera posición del Draft de la NBA de 1974, en la segunda ronda, por Los Angeles Lakers, y en la sexta posición del draft de la ABA por parte de Indiana Pacers, eligiendo esta última opción, y es que en aquella época los Pacers estaban considerados como los Boston Celtics de la ABA, tras ganar tres títulos en sus últimas cuatro temporadas. En su primera temporada estuvo a punto de llevarse el premio al Rookie del año, tras promediar 17,1 puntos y 7,9 rebotes por partido, ayudando a su equipo a llegar a las Finales, donde cayeron ante Kentucky Colonels. Finalmente tuvo que conformarse con aparecer en el mejor quinteto de novatos.
Al año siguiente se convirtió en el líder indiscutible de su equipo, tras la marcha de George McGinnis a los Sixers de la NBA, promediando la cuarta parte de los puntos anotados por los Pacers (28,1 por partido), segundo en la liga tras el Dr. J, siendo el segundo en rebotes (10,1) y apareciendo en el mejor quinteto de la liga, al lado de gente tan importante como el mismo Julius Erving o Artis Gilmore. Ese año además participó en el All-Star Game, el último que se disputaría en la ABA antes de desaparecer, consiguiendo 20 puntos y 10 rebotes.

#### Con los Pacers en la NBA
En la temporada 1976-77, los Pacers hicieron su debut en la NBA, pagando la novatada al acabar el año con treinta y seis victorias y cuarenta y seis derrotas, sin lograr clasificarse para los playoffs. No se pudo culpar del fracaso a Knight, ya que acabó la temporada promediando 26,6 puntos por partido (el segundo de la liga tras Pistol Pete Maravich), 7,5 rebotes y 3,3 asistencias, disputando de nuevo un All Star Game, en el que consiguió cuatro puntos y cinco rebotes en los escasos doce minutos que permaneció en pista.

#### Buffalo y Boston
En septiembre de 1977 los Pacers traspasaron a Knight a los Buffalo Braves a cambio del Rookie del Año, Adrian Dantley, y el alero reserva Mike Bantom. Promedió 22,9 puntos esa temporada, lo cual le hubiera colocado entre los máximos anotadores de la liga de no ser porque no llegó al mínimo establecido por la NBA para aparecer en las clasificaciones individuales (1 400 puntos o 70 partidos jugados), y es que una lesión en la rodilla no le permitió disputar nada más que cincuenta y tres encuentros.
Los Braves se trasladaron a San Diego tras la temporada 1977-78, convirtiéndose en los Clippers, e intercambiándose los propietarios de la franquicia con los de Boston Celtics, lo que ocasionó un baile de jugadores entre ambos equipos, convirtiéndose Knight en un Celtic, donde solo jugó media temporada. Promedió 13,9 puntos en 40 partidos, antes de que los Pacers se hicieran de nuevo con sus servicios.

#### De vuelta en Indiana
El equipo de Indiana se hizo a base de traspasos con una buena cantidad de aleros con talento, como Alex English, George McGinnis o Mickey Johnson, por lo que las rotaciones en el cinco fueron constantes, lo que hicieron que Knight acabara la temporada con solo 13,1 puntos por partido. A pesar de ello, logró la máxima anotación individual de su equipo en un partido, consiguiendo cuarenta y cuatro puntos ante San Diego.
La plantilla del equipo se estabilizó al año siguiente, volviendo Knight a ser un jugador decisivo, liderando de nuevo a su equipo en anotación, con 17,5 puntos por partido, y logrando el 11 de noviembre de 1980 la máxima anotación de un Pacer en la NBA, consiguiendo cincuenta y dos puntos contra San Antonio Spurs, récord que perduró durante doce años hasta que Reggie Miller se lo arrebatara al conseguir cincuenta y siete puntos ante Charlotte Hornets en 1992.
Knight vio disminuir sus minutos de juego en la temporada 1981-82, pero al año siguiente volvió a ser una pieza decisiva de su equipo, promediando 17,5 puntos. No fue el máximo anotador del equipo, honor que recayó en el rookie Clark Kellogg. Ambos acabarían traspasados a New York Knicks al finalizar la temporada.

#### El ocaso
No llegó a jugar ni un minuto en los Knicks, ya que fue de nuevo traspasado a Kansas City Kings, donde jugó durante poco más de un año, promediando 12,8 puntos por partido. Uno de sus compañeros en el equipo sería Mike Woodson, a quien años más tarde Knight contrataría como entrenador para los Atlanta Hawks. A poco de comenzar la temporada 1984-85 sería traspasado a San Antonio Spurs, donde compartiría vestuario con el viejo rival de sus años en la ABA, George Gervin, retirándose al finalizar la misma, con treinta y dos años de edad. En sus once temporadas como profesional promedió 16,9 puntos y 5,3 rebotes por partido.

## Estadísticas de su carrera en la NBA

### Temporada regular
| Temp.   | Edad | Equipo            | Liga  | P   | TIT | MIN  | TC   | TCA  | %TC  | 3P  | 3PA | %3P   | TL  | TLA | %TL  | R.OF. | R.DEF. | REB  | ASIS | ROB | TAP | PER | FP  | PTS  |
| 1974-75 | 22   | Indiana Pacers    | ABA   | 80  |     | 32.0 | 7.3  | 13.6 | .534 | 0.1 | 0.2 | .250  | 2.6 | 3.2 | .799 | 3.6   | 4.4    | 7.9  | 2.1  | 1.4 | 0.4 | 3.0 | 2.4 | 17.1 |
| 1975-76 | 23   | Indiana Pacers    | ABA   | 70  |     | 39.6 | 11.1 | 22.4 | .494 | 0.1 | 0.2 | .400  | 5.9 | 7.2 | .828 | 4.2   | 5.9    | 10.1 | 3.7  | 1.3 | 0.3 | 4.3 | 2.9 | 28.1 |
| 1976-77 | 24   | Indiana Pacers    | NBA   | 78  |     | 40.0 | 10.7 | 21.6 | .493 |     |     |       | 5.3 | 6.5 | .816 | 2.9   | 4.6    | 7.5  | 3.3  | 1.5 | 0.2 |     | 2.5 | 26.6 |
| 1977-78 | 25   | Buffalo Braves    | NBA   | 53  |     | 40.7 | 8.6  | 17.5 | .494 |     |     |       | 5.7 | 7.0 | .809 | 2.4   | 4.8    | 7.2  | 3.0  | 1.5 | 0.2 | 3.2 | 2.6 | 22.9 |
| 1978-79 | 26   | TOTAL             | NBA   | 79  |     | 26.5 | 5.6  | 10.6 | .528 |     |     |       | 3.2 | 3.7 | .841 | 1.2   | 3.2    | 4.4  | 1.9  | 0.8 | 0.1 | 2.8 | 2.0 | 14.3 |
| 1978-79 | 26   | Boston Celtics    | NBA   | 40  |     | 28.0 | 5.5  | 10.9 | .502 |     |     |       | 3.0 | 3.7 | .808 | 1.0   | 3.3    | 4.3  | 1.7  | 0.8 | 0.1 | 3.2 | 2.2 | 13.9 |
| 1978-79 | 26   | Indiana Pacers    | NBA   | 39  |     | 25.0 | 5.7  | 10.2 | .556 |     |     |       | 3.4 | 3.8 | .873 | 1.4   | 3.1    | 4.5  | 2.2  | 0.8 | 0.1 | 2.5 | 1.9 | 14.7 |
| 1979-80 | 27   | Indiana Pacers    | NBA   | 75  |     | 25.5 | 5.1  | 9.6  | .533 | 0.1 | 0.2 | .267  | 2.8 | 3.5 | .809 | 1.8   | 3.0    | 4.8  | 2.1  | 1.1 | 0.1 | 1.8 | 1.3 | 13.1 |
| 1980-81 | 28   | Indiana Pacers    | NBA   | 82  |     | 29.1 | 6.7  | 12.5 | .533 | 0.0 | 0.2 | .158  | 4.2 | 5.0 | .832 | 2.3   | 2.7    | 5.0  | 1.9  | 1.0 | 0.1 | 2.2 | 1.9 | 17.5 |
| 1981-82 | 29   | Indiana Pacers    | NBA   | 81  | 19  | 22.3 | 4.7  | 9.4  | .495 | 0.1 | 0.4 | .281  | 2.9 | 3.5 | .826 | 1.2   | 2.0    | 3.2  | 1.5  | 0.8 | 0.2 | 1.7 | 1.6 | 12.3 |
| 1982-83 | 30   | Indiana Pacers    | NBA   | 80  | 54  | 28.3 | 6.4  | 12.3 | .520 | 0.0 | 0.2 | .158  | 4.3 | 5.1 | .841 | 1.9   | 2.2    | 4.1  | 2.4  | 0.8 | 0.1 | 2.4 | 1.8 | 17.1 |
| 1983-84 | 31   | Kansas City Kings | NBA   | 75  | 39  | 25.1 | 4.8  | 9.7  | .491 | 0.1 | 0.2 | .286  | 3.2 | 3.8 | .859 | 1.2   | 2.2    | 3.4  | 2.1  | 0.7 | 0.1 | 2.1 | 1.6 | 12.8 |
| 1984-85 | 32   | TOTAL             | NBA   | 68  | 1   | 11.8 | 2.3  | 5.2  | .441 | 0.2 | 0.4 | .440  | 0.9 | 1.1 | .877 | 0.7   | 1.0    | 1.7  | 1.2  | 0.2 | 0.0 | 1.0 | 0.9 | 5.7  |
| 1984-85 | 32   | Kansas City Kings | NBA   | 16  | 0   | 11.8 | 1.9  | 4.3  | .449 | 0.1 | 0.1 | 1.000 | 0.8 | 1.0 | .813 | 0.6   | 0.8    | 1.4  | 1.3  | 0.1 | 0.1 | 0.8 | 0.9 | 4.8  |
| 1984-85 | 32   | San Antonio Spurs | NBA   | 52  | 1   | 11.8 | 2.4  | 5.5  | .439 | 0.2 | 0.5 | .417  | 1.0 | 1.1 | .895 | 0.8   | 1.1    | 1.8  | 1.1  | 0.3 | 0.0 | 1.1 | 0.9 | 6.0  |
| Total   |      |                   | TOTAL | 821 | 113 | 28.9 | 6.6  | 13.0 | .507 | 0.1 | 0.3 | .284  | 3.7 | 4.4 | .827 | 2.1   | 3.2    | 5.3  | 2.3  | 1.0 | 0.2 | 2.4 | 2.0 | 16.9 |
|         |      |                   | NBA   | 671 | 113 | 27.4 | 6.1  | 12.0 | .506 | 0.1 | 0.3 | .274  | 3.6 | 4.3 | .830 | 1.7   | 2.8    | 4.5  | 2.1  | 0.9 | 0.1 | 2.1 | 1.8 | 15.7 |
|         |      |                   | ABA   | 150 |     | 35.6 | 9.0  | 17.7 | .510 | 0.1 | 0.2 | .323  | 4.1 | 5.1 | .818 | 3.9   | 5.1    | 8.9  | 2.8  | 1.4 | 0.3 | 3.6 | 2.7 | 22.3 |

### Playoffs
| Temp. | Edad | Equipo            | Liga  | P  | MIN  | TCA | TC  | 3PA | 3P | TLA | TL  | R.OF. | REB | ASIS | ROB | TAP | PER | FP | PTS | %TC  | %3P  | %FT   | MIN  | PTS  | REB  | AST |
| 1975  | 22   | Indiana Pacers    | ABA   | 18 | 763  | 176 | 310 | 0   | 2  | 82  | 97  | 64    | 160 | 43   | 17  | 1   | 55  | 45 | 434 | .568 | .000 | .845  | 42.4 | 24.1 | 8.9  | 2.4 |
| 1976  | 23   | Indiana Pacers    | ABA   | 3  | 143  | 41  | 74  | 0   | 1  | 19  | 22  | 10    | 32  | 12   | 2   | 0   | 20  | 9  | 101 | .554 | .000 | .864  | 47.7 | 33.7 | 10.7 | 4.0 |
| 1981  | 28   | Indiana Pacers    | NBA   | 2  | 71   | 16  | 30  | 0   | 0  | 5   | 8   | 6     | 12  | 5    | 1   | 0   | 5   | 5  | 37  | .533 |      | .625  | 35.5 | 18.5 | 6.0  | 2.5 |
| 1984  | 31   | Kansas City Kings | NBA   | 3  | 37   | 8   | 24  | 0   | 0  | 2   | 2   | 2     | 3   | 2    | 0   | 0   | 2   | 2  | 18  | .333 |      | 1.000 | 12.3 | 6.0  | 1.0  | 0.7 |
| 1985  | 32   | San Antonio Spurs | NBA   | 5  | 45   | 8   | 15  | 0   | 4  | 0   | 0   | 3     | 6   | 3    | 2   | 0   | 2   | 2  | 16  | .533 | .000 |       | 9.0  | 3.2  | 1.2  | 0.6 |
| Total |      |                   | TOTAL | 31 | 1059 | 249 | 453 | 0   | 7  | 108 | 129 | 85    | 213 | 65   | 22  | 1   | 84  | 63 | 606 | .550 | .000 | .837  | 34.2 | 19.5 | 6.9  | 2.1 |
|       |      |                   | ABA   | 21 | 906  | 217 | 384 | 0   | 3  | 101 | 119 | 74    | 192 | 55   | 19  | 1   | 75  | 54 | 535 | .565 | .000 | .849  | 43.1 | 25.5 | 9.1  | 2.6 |
|       |      |                   | NBA   | 10 | 153  | 32  | 69  | 0   | 4  | 7   | 10  | 11    | 21  | 10   | 3   | 0   | 9   | 9  | 71  | .464 | .000 | .700  | 15.3 | 7.1  | 2.1  | 1.0 |

## Puestos ejecutivos
Tras retirarse del baloncesto en activo, Knight volvió a trabajar para los Pacers desde las oficinas durante cinco temporadas, antes de hacerse cargo del puesto de director general de los Vancouver Grizzlies. En su primera temporada en Canadá ganaron 23 partidos, el máximo hasta ese momento en la corta historia del equipo, y en el Draft de la NBA de 2001 protagonizó una de las mejores transacciones de la franquicia, al traspasar a Shareef Abdur-Rahim a Atlanta Hawks a cambio de Lorenzen Wright, Brevin Knight y los derechos del draft del español Pau Gasol, que finalmente acabaría ganando el premio de Rookie del Año. En ese mismo draft, se hicieron en la sexta posición con el jugador de Duke Shane Battier, el mejor universitario de la temporada pasada.
En abril de 2003 se hizo cargo del puesto de General Manager de Atlanta Hawks, equipo donde comenzaría una importante reestructuración, comenzando por la elección en el draft de 2003 de Boris Diaw y Travis Hansen, además de la jugada a cuatro bandas en el que obtuvo el contrato de 12 millones de dólares del lesionado Terrell Brandon en una operación en la que mandaba a Glenn Robinson a Sixers y que incluía una futura primera ronda del draft. Los Hawks finalmente rompieron el contrato de Brandon en febrero de 2004.
Otro movimiento destacado en su gestión en los Hawks fue la contratación de Rasheed Wallace, el cual, tras jugar un único partido en la franquicia, fue traspasado a Detroit Pistons a cambio de una segunda ronda del draft del año siguiente, la que aprovecharían para hacerse con los servicios de Josh Smith, una estrella mediática local. Permaneció en Atlanta hasta la temporada 2007-08, cuando fue relegado de su cargo.